# Roope Ranta
Roope Ranta (* 23. Mai 1988 in Helsinki, Finnland) ist ein finnischer Eishockeyspieler, der seit Oktober 2021 beim SC Langenthal aus der Swiss League unter Vertrag steht.

## Karriere

### Juniorenzeit und Karrierebeginn bei den Espoo Blues
Roope Ranta erlernte das Eishockeyspielen beim Helsingfors IFK, neben Jokerit, der bekannteste Eishockeyverein seiner Geburtsstadt Helsinki. In seiner Juniorenzeit wurde er von den Espoo Blues, einem Team, welches zum damaligen Zeitpunkt in der höchsten finnischen Eishockeyliga SM-liiga spielte, für deren U20-Team verpflichtet. Auch nach seiner Juniorenzeit spielte er bis 2012 für die Blues und kam dabei auf 78 Einsätze in der SM-liiga. In dieser Zeit wurde Ranta zeitweise an die Vereine Kiekko-Vantaa sowie Jokipojat, welche in der Mestis, der zweithöchsten finnischen Eishockeyliga aktiv waren, ausgeliehen.  Für Kiekko spielte er die gesamte Saison 2008/09 und war der zweitbeste Scorer seines Teams, an Jokipojat war er die folgende Saison ausgeliehen und konnte in seinen 23 Einsätzen 21 Punkte zum Meisterschaftsgewinn des Teams in dieser Spielzeit beitragen.

### Erfolge in Finnlands 2. Liga – erste Auslandserfahrungen
Für Jokipojat spielte er auch die erste Saison 2012/13 nach seiner Zeit bei den Blues  und war in dieser Spielzeit der beste Scorer seines Teams und mit 34 Vorlagen der beste Vorlagengeber der Mestis. In der folgenden Saison wechselte er zum Ligakonkurrenten HC Keski-Uusimaa, bei welchem er wieder der beste Scorer des Teams am Ende der Spielzeit wurde.
Da der HC Keski am Ende der Saison 2013/14 seinen Spielbetrieb einstellte, wechselte Roope erstmals in seiner Karriere ins Ausland und begann die Saison 2014/15 in der zweiten russischen Liga, der Wysschaja Hockey-Liga, bei Sputnik Nischni Tagil. Innerhalb der Spielzeit wechselte er in die höchste italienische Eishockeyliga Serie A zum SV Kaltern Rothoblaas. Zum Ende der Saison kehrte er wieder nach Finnland zurück und spielte für Lempälään Kisa in de Mestis, wobei er die meisten Tore seines Teams in den Play-offs erzielte. Auch in der nächsten Saison 2015/16 spielte er weiterhin in der Mestis, diesmal für die in den letzten Spielzeiten sehr erfolgreiche Mannschaft von Mikkeli Jukurit. Die Mannschaft aus der finnischen Seenregion Savo konnte in dieser Saison auch die Meisterschaft in der Mestis gewinnen, wobei Ranta hinter Oula Palve zweitbester Scorer seines Teams, erfolgreichster Spieler der Mestis in den Play-offs und ins All-Star Team der Liga gewählt wurde.

### Wechsel nach Deutschland in die DEL2
Trotz seiner guten Saisonbilanz erhielt er von Jukurit kein neues Vertragsangebot, und wechselte zur Saison 2016/17 in die zweithöchste deutsche Eishockeyliga DEL2 zu den Lausitzer Füchsen.  Beim sächsischen Traditionsverein erhielt er  einen befristeten Vertrag über zwei Monate und war zunächst als Ersatz für die in der Saisonvorbereitung verletzten ausländischen Kontingentspieler Jeff Hayes und Jakub Svoboda eingeplant. Nachdem er in seinen 15 Ligaeinsätzen für die Füchse 22 Punkte (9 Tore) erzielen konnte, weckte Roope auch das Interesse der Ligakonkurrenz und wurde im November 2016 vom SC Riessersee verpflichtet. Auch bei den Oberbayern konnte er in 40 Spielen 36 Punkte (18 Tore) erzielen, war damit hinter Andreas Driendl zweitbester Torschütze des Vereins und mit 57 Punkten viertbeste Scorer der DEL2-Hauptrunde der Saison 2016/17. Trotzdem wurde der Finne nach der Saison nicht nur positiv bewertet, da er zum Saisonende seine Leistung nicht mehr bestätigte. So konnte man sich aus sportlichen und finanziellen Gründen auf keinen neuen Vertrag beim SCR einigen. Ranta wechselte zur Saison 2017/18 erstmal in die nach seiner Meinung leistungsstärkere zweite schwedische Liga zum IK Oskarshamn. Er hatte jedoch Schwierigkeiten, sich auf die andere Spielweise dieser Liga einzustellen, bekam nur wenig Eiszeit (11 Spiele – 4 Assists) und heuerte im November 2017 wieder bei den Lausitzer Füchsen in der DEL2 an. In der Lausitz konnte er in 43 Saisoneinsätzen 54 Punkte erzielen und wechselte zur Saison 2018/19 zum Ligarivalen Heilbronner Falken. In Heilbronn wurde er punktbester Spieler der Hauptrunde (79 Punkte), verpasste mit den Falken aber die Play-offs und wechselte zur Saison 2019/20 zu den Löwen Frankfurt, für die 63 Scorerpunkte in 52 Partien erzielte. Anschließend verließ er die Löwen und war zunächst ohne Anstellung. Im Dezember 2020 wurde er von den Dresdner Eislöwen verpflichtet, für die er bis zum Saisonende 30 Scorerpunkte in 40 DEL2-Partien erzielte. Auch bei den Eislöwen erhielt er nach der Saison 2020/21 keine Vertragsverlängerung.

### Wechsel in die Schweiz
Im Oktober 2021 unterzeichnete der Finne einen Vertrag für zwei Monate beim SC Langenthal aus der Swiss League. Die Oberaargauer reagierten damit auf die Verletzung des finnischen Angreifers Eero Elo.

## Erfolge und Auszeichnungen
- 2006 Punktbester Spieler finnische Juniorenliga Division B
- 2008 All-Star Team finnische Juniorenliga A SM-liiga
- 2013 Bester Vorlagengeber der Mestis-Hauptrunde
- 2015 Mestis-Spieler des Monats Dezember
- 2016 Meister der Mestis mit Jukurit
- 2016 Topscorer der Mestis-Playoffs
- 2016 Mestis All-Star-Team
- 2019 Topscorer der DEL2-Hauptrunde

## Statistik
(Stand: Ende der Saison 2020/21)